# Pfarrkirche Untersiebenbrunn

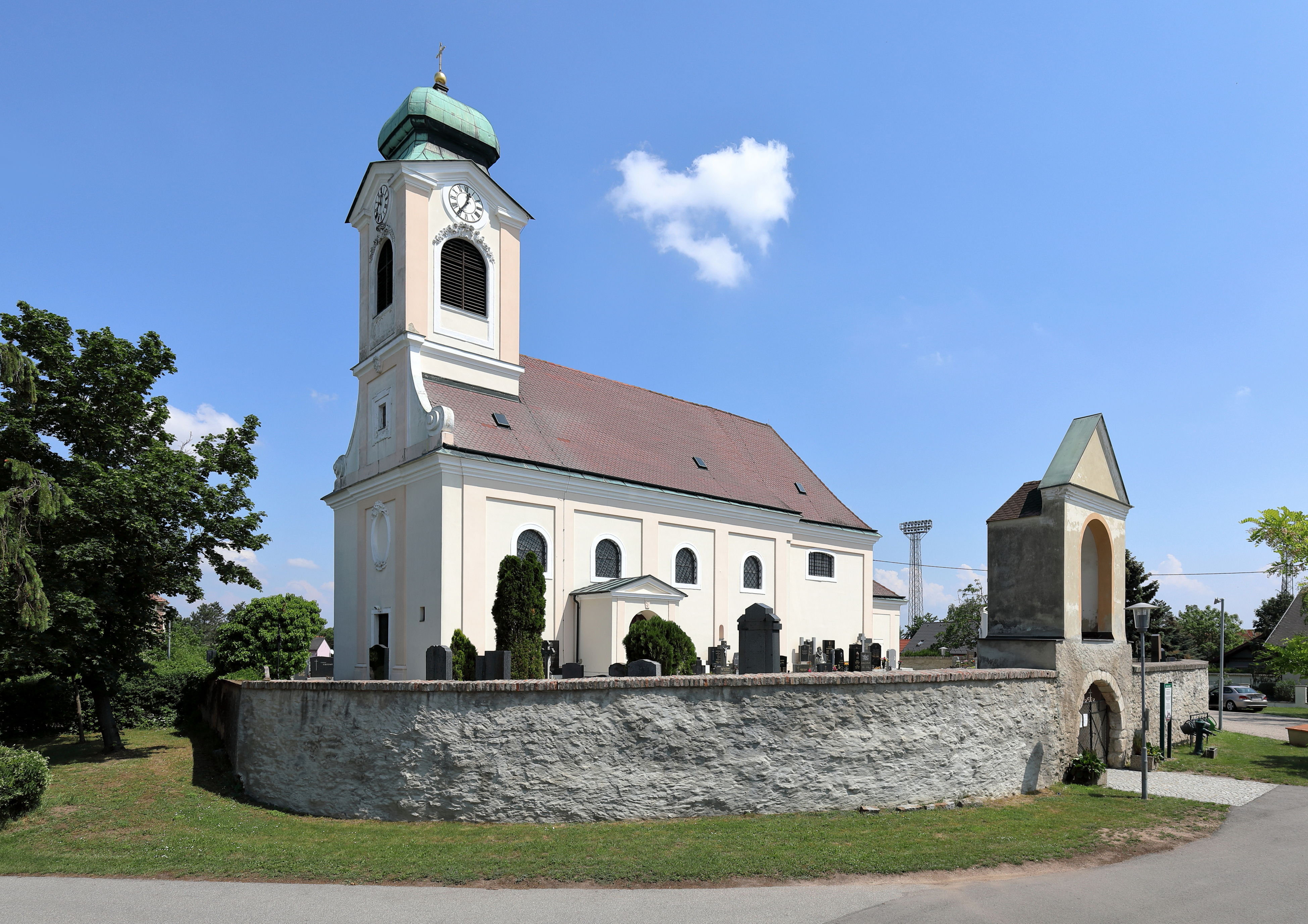
Katholische Pfarrkirche hl. Veit in Untersiebenbrunn

Die römisch-katholische Pfarrkirche Untersiebenbrunn steht erhöht auf einer Terrasse im Norden der Ortschaft der Gemeinde Untersiebenbrunn im Bezirk Gänserndorf in Niederösterreich. Die dem Patrozinium des hl. Veit unterstellte Pfarrkirche gehört zum Dekanat Gänserndorf im Vikariat Unter dem Manhartsberg der Erzdiözese Wien. Die Kirche und der Friedhof stehen unter Denkmalschutz (Listeneintrag).

## Geschichte
Die 1784 gegründete Pfarre ist dem Stift Melk inkorporiert.
Nach dem Abriss der mittelalterlichen Wehrkirche 1709 wurde im nächsten Jahr an der gleichen Stelle eine barocke Kirche nach den Plänen des Baumeisters Johann Koch erbaut. 1744/1755 wurden die Westturmfassade an- und  ein Gewölbe eingebaut. Um die 1980er Jahre wurden die Fundamente des romanischen Langhauses ergraben. Reste des Wehrkirchhofes sind erhalten.

## Architektur
Die im Kern mittelalterliche weithin sichtbar barocke Kirche wird von einem ehemals wehrhaften Friedhof umgeben.
Das Kirchenäußere zeigt einen einheitlichen Barockbau mit einem romanischen Mauerkern. Die dreigeschoßige Westturmfassade hat einen Mittelrisalit und eine strenge Lisenengliederung, über dem Rechteckportal befindet sich ein vermauertes Medaillonfenster mit Masken, der wenig geschwungene Volutengiebel hat ein quadratisches Fenster, darüber befindet sich ein betontes Glockengeschoß mit großen dekorativ bekrönten Schallfenstern, der Turm trägt einen Zwiebelhelm. Das hohe langgestreckte Langhaus unter einem mächtigen Satteldach zeigt eine strenge Lisenengliederung, barocke Rundbogenfenster und ein umlaufendes Gesims. Der wenig eingezogene Chor mit Rundbogenfenstern hat am Chorhaupt einen niedrigeren Sakristeianbau. Südlich am Langhaus gibt es eine kleine Vorhalle mit einem Dreieckgiebel, über dem Portalbogen befindet sich das Melker Stiftswappen.
Das Kircheninnere zeigt ein vierjochiges Langhaus mit Platzlgewölben über Doppelgurten auf flachen Wandvorlagen mit Doppelpilastern. Die dreiteilige platzlunterwölbte Orgelempore ist mittig leicht vorgeschwungenen mit Putzfeldern. Der Triumphbogen ist tief. Der leicht erhöhte einjochige Chor unter einem Platzlgewölbe zeigt ornamentierte Stuckrippen, die anschließende Sakristei ist schlicht.

## Einrichtung
Der Hochaltar aus 1748 wurde 1784 verändert, der barocke Wandaltar mit flachen Doppelpilastern zeigt das Hochaltarbild hl. Veit und trägt die Seitenfiguren der Heiligen Florian und Hippolyt, der stuckierte Auszug zeigt Putten. Der schlichte Seitenaltar aus der Mitte des 18. Jahrhunderts zeigt das Altarblatt Maria mit Antonius und trägt die Seitenfiguren der Heiligen Leonhard und Notburga.
Die Kanzel aus der Mitte des 18. Jahrhunderts wurde 1910 aus der Stadtpfarrkirche Melk hierher übertragen, sie zeigt am Korb und am Schalldeckel Putten. Barocke Nischenfiguren am Triumphbogen zeigen die Heiligen Johannes Nepomuk und Urban.
Der barocke Taufstein und ein mächtiges barockes Kruzifix entstanden im Anfang des 18. Jahrhunderts. Die Kreuzwegbilder entstanden in der ersten Hälfte des 19. Jahrhunderts.
Die einmanualige Orgel mit 6 klingenden Registern baute Franz Josef Swoboda 1908.

## Wehrkirchhof
Der ummauerte Wehrkirchhof war ursprünglich von vier Wällen umgeben. Reste der Wehrmauer und des Torturmes sind erhalten. Der heute zweigeschoßige Torturm hat eine neuere Nische und darüber einen Dreieckgiebel. Im Kirchhügel befinden sich Reste von Erdställen, Gänge und ein Notbrunnen.

## Grabdenkmäler
Im Friedhof
- barocker Grabstein aus dem 18. Jahrhundert mit Relief Mariä Himmelfahrt
- Spätbiedermeiergrabstein aus der Mitte des 19. Jahrhunderts mit Ädikulamotiv mit betendem Engel als Bekrönung